# Winschoterhogebrug

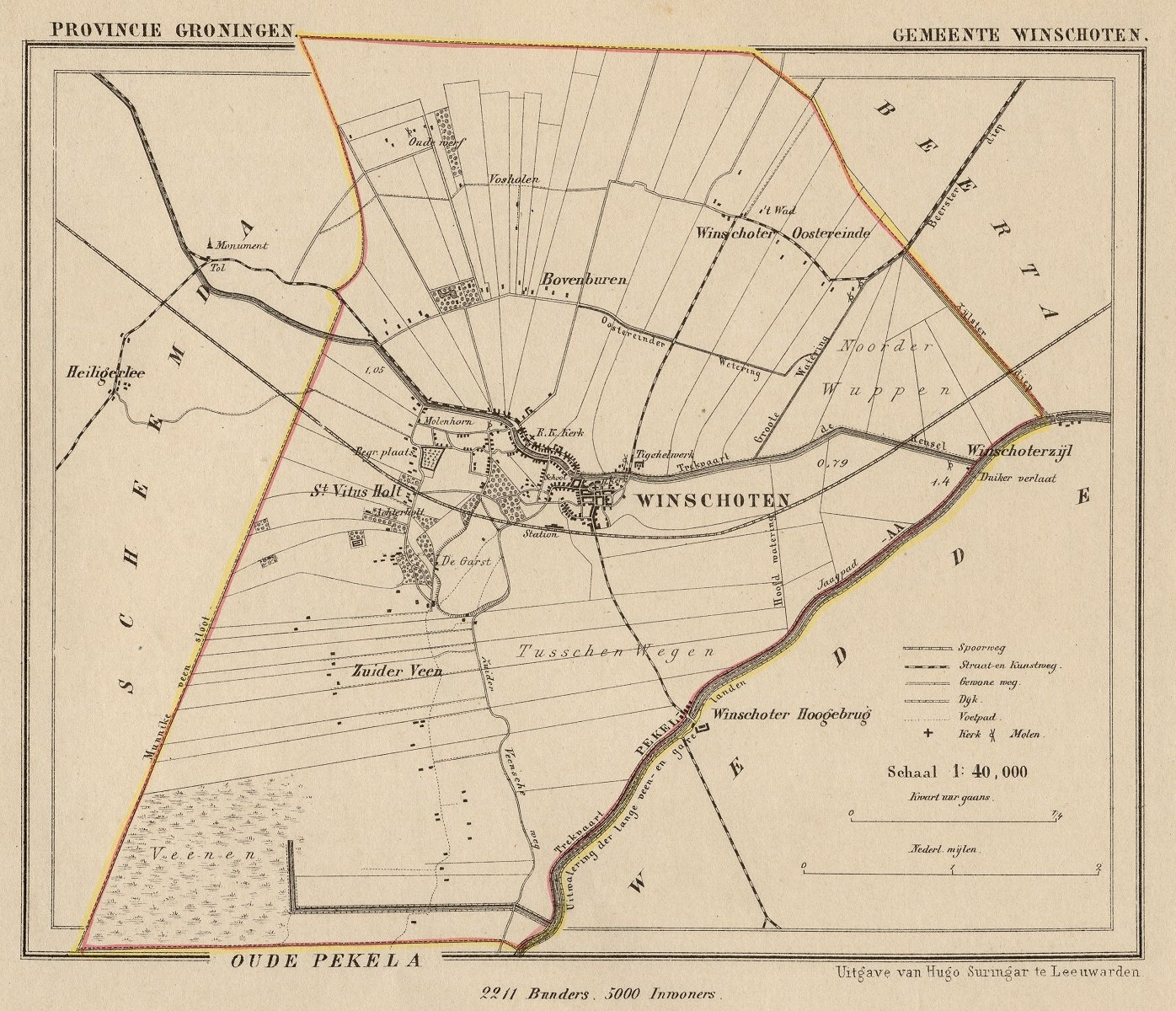
De ligging van "Winschoter Hoogebrug" aan de Pekel A ten zuiden van Winschoten. Kaart uit ca. 1865.

Winschoterhogebrug is een voormalige buurtschap bij Winschoten in de huidige gemeente Westerwolde, waar kort voor 1556 een brug over de Pekel A werd gebouwd. Deze Hogebrugge maakte deel uit van de handelsroute tussen Groningen en Westerwolde naar Westfalen. Deze nieuwe Heerwech volgde het tracé van de oudste Dollarddijk, aangelegd omstreeks 1544. De brug kwam in de plaats van de Olde Heerwech en de Pekelbrug. Deze brug wordt al in 1482 vermeld. In de uitmonding van de Pekel A lag vermoedelijk een zijl (sluis), die bij een volgende indijking werd verplaatst richting Winschoterzijl.
In de zomer van 1593 bouwden Spaansgezinde troepen bij de brug een kleine schans, die later bekend stond als Bruggeschans. Deze was was bedoeld om de handelsweg tussen de vestingen van Winschoten en Wedde te beschermen. De verstering viel al na enkele weken, namelijk op 28 augustus, in Staatse handen. In 1624 werd de schans verder uitgebouwd en aangevuld met een viertal verdedigingstorens langs de Pekel A. De Bruggeschans bleef in gebruik tot het einde van de 17e eeuw. Daarna is hij vervallen en werd hij vermoedelijk eind 18e eeuw gesloopt. Na archeologisch onderzoek is de schans tussen 2009 en 2012 gereconstrueerd. 
In de nabije omgeving van de brug ontstond eind 18e eeuw een buurtschapje met een herberg, rond 1900 met een speeltuin en een paviljoen voor feesten. Het buurtje werd bij de bevrijding in 1945 nagenoeg geheel verwoest en daarna slechts ten dele herbouwd. Bij de brug werd in 1928 de moderne steenfabriek 'Oost-Groningen' gebouwd. De fabriek sloot in 1981 zijn deuren. De gebouwen zijn nu in gebruik bij het werkvoorzieningschap "Synergon" als champignonkwekerij.

## Externe link

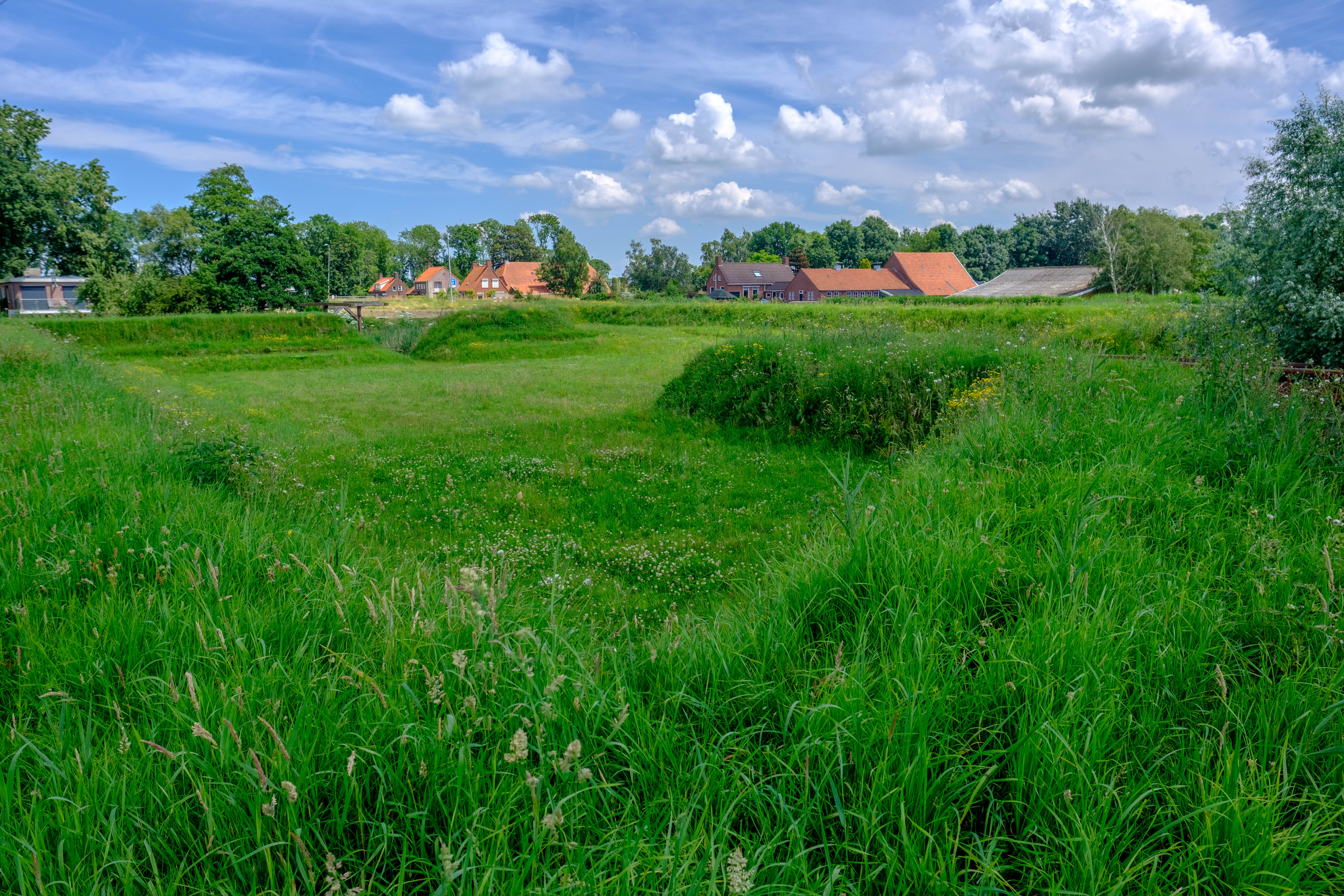
De wallen van de tussen 2009 en 2010 gereconstrueerde Bruggeschans
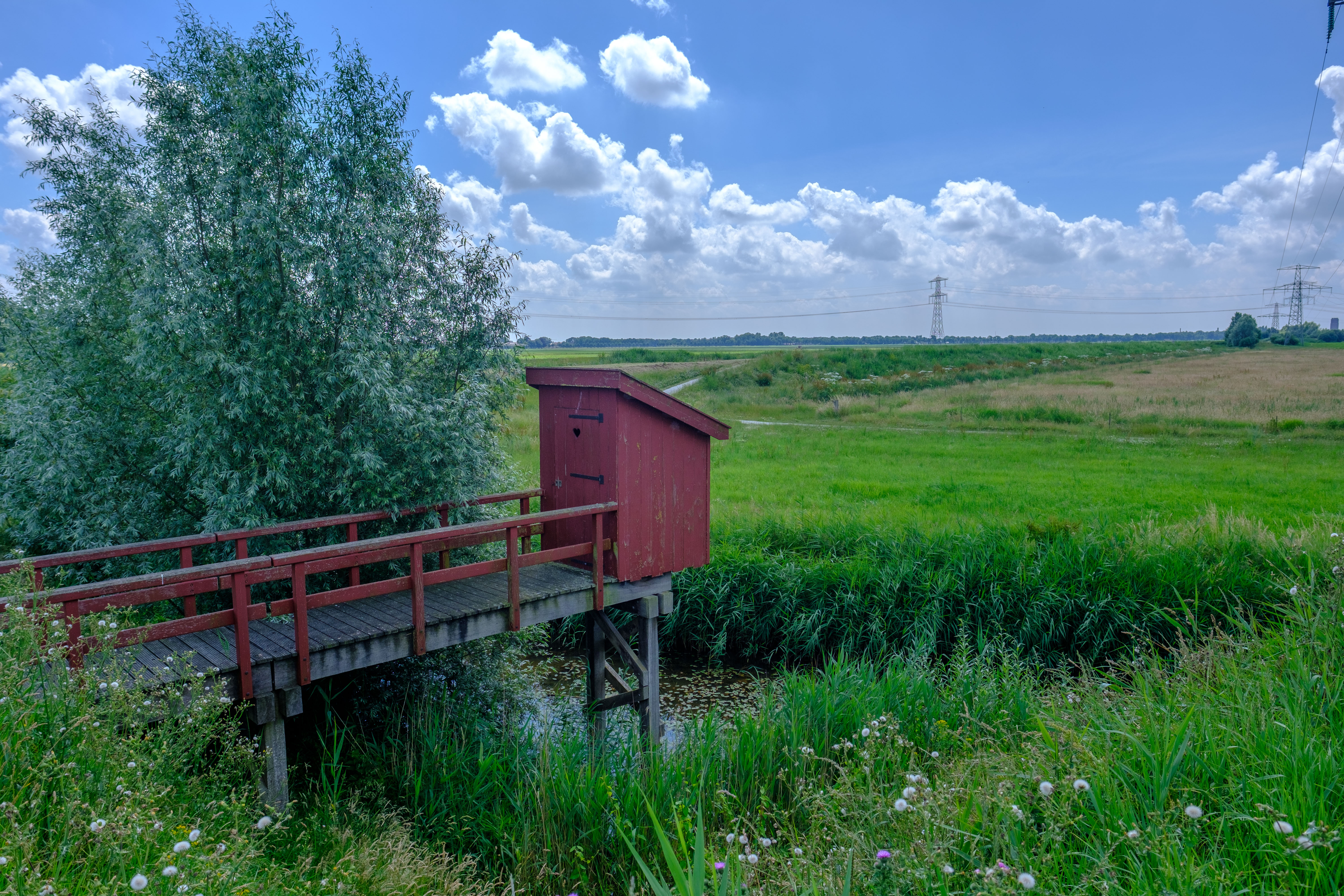
In 2011 gebouwd secreet in de gereconstrueerde Bruggeschans met daarvoor de 10 meter brede heruitgegraven gracht. Achter de dijk links loopt de Pekel A, die de watertoevoer voor de gracht vormde.
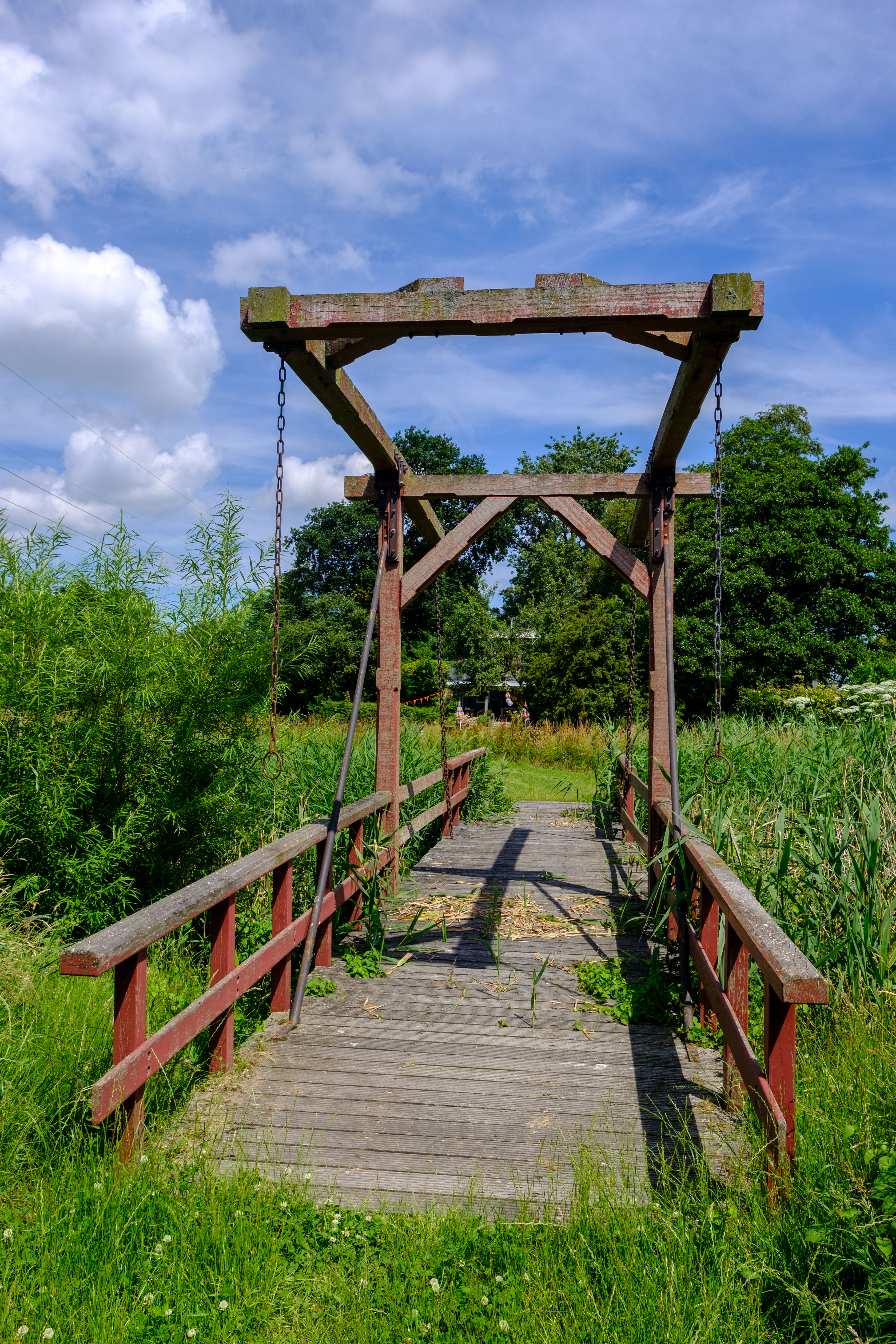
In 2011 gebouwde toegangsbrug in de gereconstrueerde Bruggeschans